# ヤスミン・メイクス

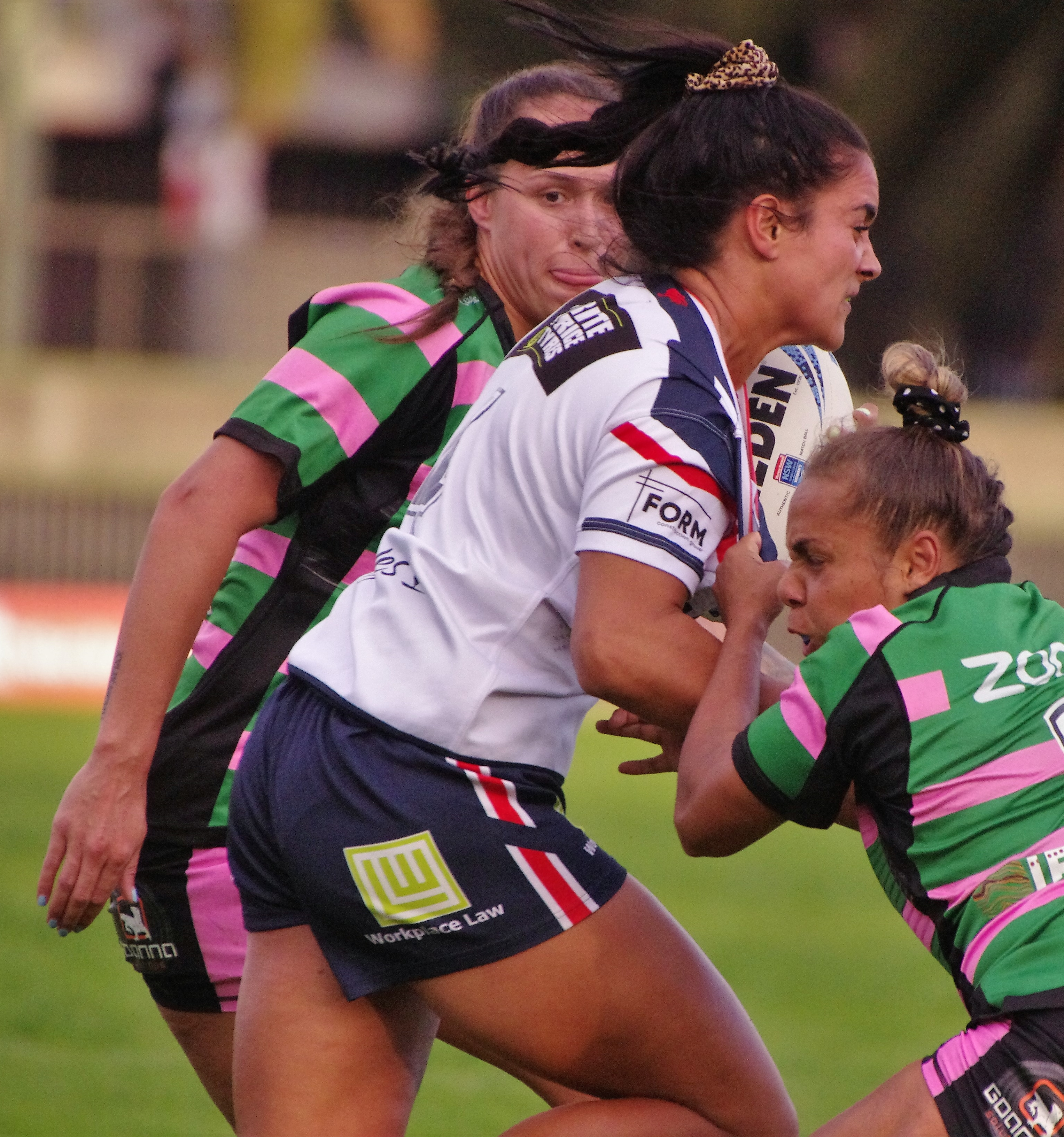

ヤスミン・メイクス（Yasmin Meakes、1994年3月25日 - ）は、オーストラリアの女子ラグビーユニオン選手でラグビーリーグの選手でもある。現在シドニー・ローターズに所属する。

## プロフィール
- オーストラリアニューカッスル出身[1]。
- ポジションはウィング(WTB)。
- 身長 172cm、体重 70kg
- 愛称はYazzy。

## 略歴
2018年、ラグビーワールドカップセブンズ2018の7人制女子オーストラリア代表に選ばれて3位に貢献。
2020年、シドニー・ローターズに加入。